# Torrente 3: El protector
Torrente 3: El protector è un film del 2005 diretto da Santiago Segura.
Si tratta del terzo film incentrato sulla figura di José Luis Torrente, poliziotto spagnolo corrotto e razzista, fanatico dell'Atletico Madrid.
Nel film compaiono vari personaggi famosi della Spagna contemporanea.
Ha avuto una candidatura ai Taurus World Stunt Awards per la Migliore Azione in un Film Straniero 

## Trama
A Torrente viene assegnata la protezione della deputata europea italiana Giannina Ricci da parte di politici che ne desiderano la morte e per questo affidano il comando delle guardie del corpo a un totale incapace (Torrente, appunto).
Con molta fortuna e l'aiuto del suo team Torrente riuscirà a salvare Giannina.